# Subluxación de cadera
La subluxación de cadera es un tipo de displasia congénita de la cadera, es decir, que se nace con ella. Es una falta de congruencia entre el acetábulo (cadera), y la cabeza femoral. Se habla de subluxación cuando la cabeza del fémur se sale parcialmente desde la cavidad del cotilo o cavidad acetabular. Es una alteración relativamente frecuente, ya que se da una subluxación por cada 1,5% de nacimientos. 
El 80% de los casos suele presentarse en bebes del sexo femenino y que nacen en presentación de nalgas. La luxación puede ser unilateral y bilateral. La Etiología de la enfermedad parece ser multifactorial. Donde intervienen factores mecánicos propios del bebe como de la madre. Además existe un claro factor familiar, sobre todo en el desarrollo del techo cotiloideo en la articulación de la cadera.

## Diagnóstico precoz
Tras el nacimiento y en cada control el menor será revisado por su médico bajo las siguientes pruebas:
- Maniobra de Barlow y Ortolani: permite explorar la capacidad de la cadera para luxarse o, en su caso, comprobar que está luxada. Si el resultado fuera positivo se puede predecir con bastante fiabilidad que existe una luxación. La probabilidad de que casos leves de inestabilidad no sean detectados por este método es elevada, por lo que debe recurrirse paralélamente a otros métodos que reduzcan esa posibilidad. Mediante las maniobras de Ortolani y Barlow es posible clasificar la luxación de cadera. Si Ortolani es positivo entonces se considera como cadera luxada pero reducible. De ser positivo Barlow entonces se trata de una cadera que no se encuentra luxada pero si con inestabilidad. En el caso de que ambas maniobras sean negativas se habla de una cadera irreductible.[2]

- Apertura o abducción de las caderas: se explora la capacidad del bebé de abrir totalmente ambas caderas de forma simétrica o una limitación en su movilidad. A veces, el espacio entre las piernas puede parecer más ancho de lo normal.

- Pliegue glúteo: se comprueba la simetría de los pliegues del glúteo y las inglés, así como la del inicio de la parte posterior del muslo. Debe buscarse también la asimetría en la longitud de los miembros, es decir que una pierna sea más corta que la otra.

- Ecografía: permite en forma sencilla y práctica un diagnóstico precoz durante los primeros meses. Se obtiene una imagen precisa de la articulación, especialmente en las primeras semanas, y permite evaluar la estabilidad articular de forma dinámica y sin exponer a radiaciones al niño. Tiene el inconveniente de que la persona que realiza la ecografía suele ser diferente de la que hace el tratamiento y el seguimiento, por lo que debe haber una relación estrecha entre ambos profesionales. Por otro lado, detecta con mucha frecuencia inestabilidades mínimas, cuyo carácter patológico es nulo, pero que conducen a un tratamiento activo, excesivo e innecesario. A partir de los nueve meses, tras la osificación de los núcleos, tiene mucha menos fiabilidad.

- Radiografía: un examen rutinario, especialmente en las niñas, permite el diagnóstico con certeza a partir de los 3-6 meses.

- Detección de factores de riesgo asociados: circunstancias o datos en los antecedentes familiares, gestacionales y neonatales asociados a la incidencia de la displasia, especialmente, la presentación de nalgas en el parto

Para evitar las displasias, se aconseja llevar a los bebés en brazos a horcajadas, sobre la cadera de la madre. Se ha comprobado que en las culturas donde suelen trasladar así a los bebes, como los indios, africanos y gitanos, los casos de luxación de cadera son mínimos. En cambio, los que usan las viejas costumbres de fajar a los recién nacidos con los muslos pegados tiene muchas probabilidades de desencadenar este trastorno.

## Tratamiento
El primer médico que suele percibir este problema es el pediatra, que en caso de detectar alguna anomalía, puede derivar al bebé a un ortopedista o traumatólogo infantil. La displasia de caderas se trata normalmente manteniendo la cadera en abducción, es decir, con las piernas totalmente abiertas. La aplicación de doble o triple pañal no es recomendable, ya que nunca se ha podido demostrar su eficacia. En las primeras semanas, suele ser suficiente con mantener una posición adecuada de las caderas, en la situación más ajustada posible dentro de dicha cavidad. Esto se consigue con el uso del llamado arnés de Pavlik o de abducción, cuya aplicación y seguimiento deben ser cuidadosos, diseñado para provocar la abducción de las caderas sin causar molestias al bebe. Esta técnica tiene éxito en el 85-90% de los bebés de hasta 8 meses de edad.
Finalmente puede recurrirse a la artrografía, con anestesia general, en la que normalmente sin cirugía puede colocarse el hueso en su posición correcta, tras lo que se precisa la inmovilización de las dos piernas con una escayola. Esta técnica se denomina también "reducción cerrada". La artrografía consiste en la introducción de un líquido de contraste en la articulación, lo que permite definir claramente los contornos articulares (no olvidemos que a esta edad existe un gran componente cartilaginoso no visible en la radiografía convencional) y la presencia de estructuras interpuestas que obstaculizan la reducción. En esta situación se decidirá la necesidad de una reducción quirúrgica de la luxación de cadera.
Luego del uso de la escayola, puede ser necesario un aparato ortopédico especial y ejercicios de fisioterapia para fortalecer los músculos ubicados alrededor de la cadera y en las piernas. El tiempo de rehabilitación es muy variable, pero puede oscilar entre las seis semanas y los cuatro y ocho meses.
Pasados los dieciocho meses es probable que se necesiten procedimientos quirúrgicos, ya que el esqueleto presenta alteraciones morfológicas que deben ser corregidas. De este modo a la edad de 5 o 6 años, pueden estar indicadas osteotomías femorales y pélvicas, consistentes en dividir el hueso y modificar las formas alteradas.
En muchos casos, pese a la total ausencia de tratamientos, las displasia de cadera puede mejorar sola. Sin embargo, ante la imposible predicción de su evolución, normalmente se trata en todos los casos para evitar posteriores problemas serios e innecesarios, ya que puede degenerar en un leve acortamiento de la pierna dañada, en artrosis de rodillas o en dolores crónicos de columna vertebral y espalda.

### Limpieza del bebé
La mayoría de los bebés no extrañan la escayola, ya que apenas les resta movilidad. Los principales problemas vienen por la limpieza y aseo del bebé, ya que la escayola le cubre de cintura a tobillos. Da muy buen resultado cubrir los bordes de la escayola, por el hueco de los genitales y las nalgas, con venda adhesiva hipoalergénica, que es bastante impermeable. Se trata de un papel transparente parecido al forro de los libros, que protege a la escayola de manchas y olores, ya que las escayolas tienen un poder de absorción increíble. Con no pocas dificultades, se puede meter por el mismo hueco un pañal de la misma talla que usara en ese momento el bebé, al que previamente se le hayan cortado los adhesivos para evitar roces. Es conveniente que lo haga el miembro de la pareja con las manos más finas y hábiles, ya que el bebé deja poco hueco para la manipulación. Por la parte delantera se puede meter sin demasiada dificultad hasta sacarlo por la barriguita, pero por la parte trasera es conveniente que el otro miembro de la pareja apoye al bebé sobre su hombro para que el peso del bebé recaiga sobre su tripa, por lo que es recomendable no hacerlo después de las tomas. Dado que el pañal no queda cerrado con las tiras adhesivas, es conveniente poner algodón de forma muy generosa por los bordes de la abertura, para sujetar las deposiciones, e incluso poner media compresa en la parte de la espalda, que es el lugar donde la orina tiende a acumularse y salirse del pañal. Asimismo, es conveniente que al apoyar al bebé en su sillita o cuna se le ponga encima de un empapador, previendo así las posibles pérdidas.
Deben cubrirse los bordes irregulares de la escayola con algo acolchado (compresas, vendas o similares) para proteger la piel de las rasguños y de irritaciones causadas por las aristas, protegiéndolo posteriormente con la venda adhesiva. Debe cuidarse que el bebé no pueda rascarse la piel por debajo de la escayola mediante la inserción de objetos dentro de la misma, así como controlar que no se introduzcan juguetes u otros objetos pequeños. Puede usarse un secador de pelo para que impulse aire fresco (¡nunca caliente!) por dentro de la escayola y enfríe la piel acalorada y con picores. No es bueno introducir polvos de talco ni lociones dentro de la escayola, y debe cubrirse durante las comidas para evitar que puedan entrar restos de alimentos en ella.